# Darwinpriset
Darwinpriset (på engelska Darwin Awards) är en årlig humoristisk utmärkelse, som tilldelas den eller dem som förmodligen förbättrar mänsklighetens genpool genom att oavsiktligt ta livet av sig eller steriliserar sig på ett utomordentligt klantigt eller idiotiskt sätt. Utmärkelsen är namngiven efter evolutionsteoretikern Charles Darwin.